# Chris Larkin

Chris Larkin (2011)

Chris Larkin, eigentlich Christopher Stephens (* 19. Juni 1967 in London) ist ein britischer Filmschauspieler.

## Leben
Chris Larkin wuchs als älterer von zwei Söhnen des Schauspieler-Ehepaares Maggie Smith und Robert Stephens auf. Sein jüngerer Bruder, Toby Stephens, ist ebenfalls Schauspieler. Seinen Künstlernamen Larkin übernahm er vom britischen Dichter Philip Larkin. Nachdem er an der Musik- und Schauspielakademie in London, der LAMDA, ausgebildet wurde, steht er seit 1993 als Schauspieler vor der Kamera.

## Filmografie (Auswahl)
- 1995: Engel und Insekten (Angels and Insects)
- 1996: Jane Eyre
- 1997: Casualty (Fernsehserie, 1 Folge)
- 1999: Tee mit Mussolini (Tea with Mussolini)
- 2000: Command Approved
- 2002: Ernest Shackleton (Shackleton, Miniserie, als George Marston)
- 2003: Hitler – Aufstieg des Bösen (Hitler – The Rise of Evil)
- 2003: Master & Commander – Bis ans Ende der Welt (Master and Commander: The Far Side of the World)
- 2005: Mysterious Island – Die geheimnisvolle Insel (Mysterious Island, Fernsehfilm)
- 2006: Heroes and Villains
- 2008: Operation Walküre – Das Stauffenberg-Attentat (Valkyrie)
- 2008: Agatha Christie’s Marple (Fernsehserie, 1 Folge)
- 2011–2021: Doctors (Fernsehserie, 3 Folgen)
- 2012: The Facility
- 2013: Yes, Prime Minister (Fernsehserie, sechs Episoden)
- 2016: Der junge Inspektor Morse (Endeavour, Fernsehserie, 1 Folge)
- 2017: Black Sails (3 Folgen)
- seit 2020: Outlander (Fernsehserie, 4 Folgen)
- 2023: Die Witwe Clicquot (Widow Clicquot)